# Adjarra
Adjarra es una comuna beninesa perteneciente al departamento de Ouémé.
En 2013 la comuna tiene una población total de 97 424 habitantes.
Se ubica en la periferia nororiental y oriental de Porto Novo. Su territorio es fronterizo al este con Nigeria.

## Subdivisiones
Comprende los siguientes arrondissements:
- Adjarra I
- Adjarra II
- Aglogbé
- Honvié
- Malanhoui
- Médédjonou